# Ewijk (gemeente)
Ewijk is een voormalige gemeente in Gelderland.
De aan de Waal gelegen gemeente bestond uit de dorpen Ewijk en vanaf 1 januari 1818 Winssen, dat tot dan een zelfstandige gemeente vormde. 
De gemeente Ewijk ging op 1 juli 1980 op in de gemeente Beuningen. In 1978 had de gemeente 4520 inwoners terwijl Beuningen toen 8552 inwoners had.

## Zie ook

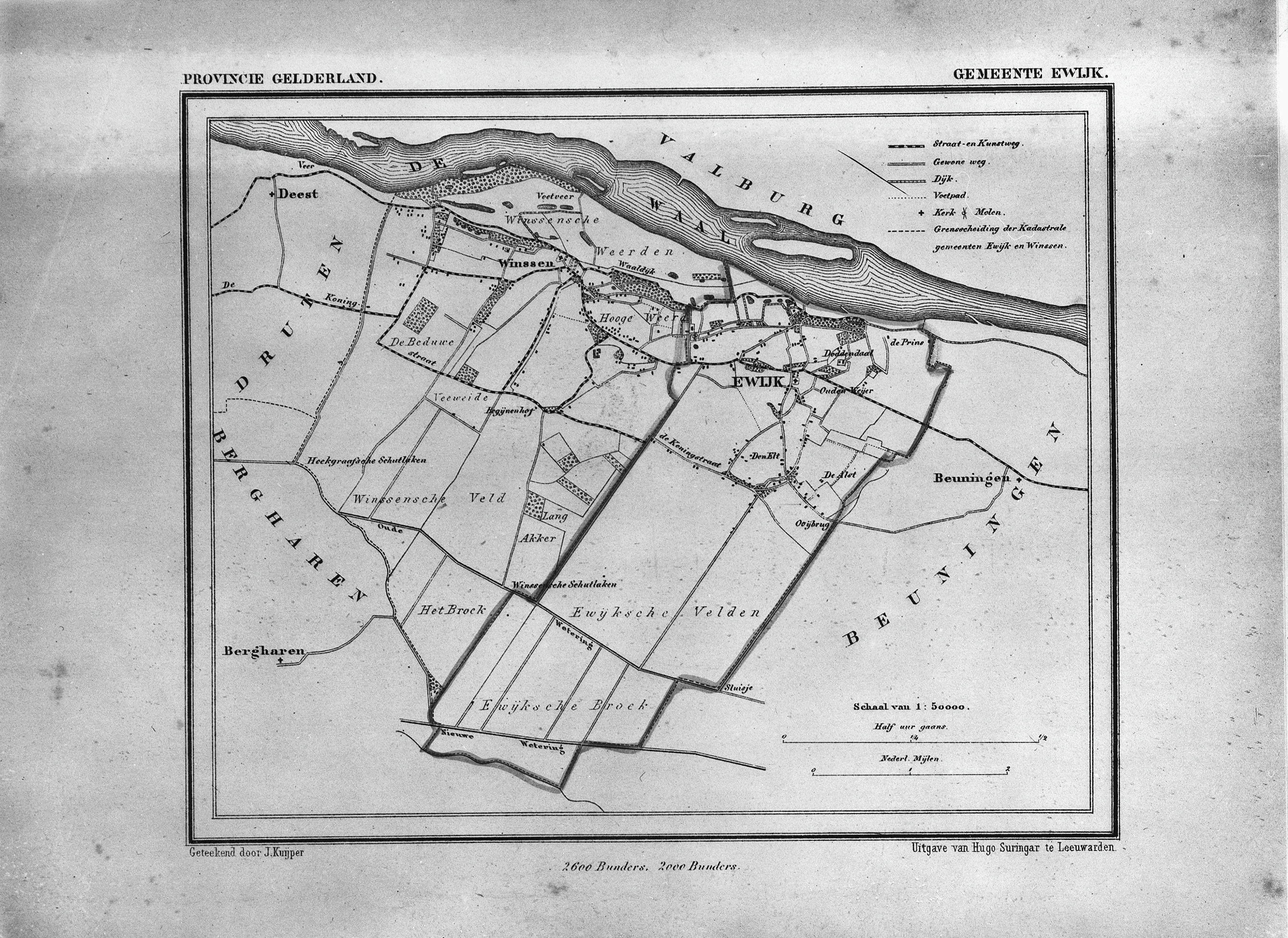
Kaart van de gemeente Ewijk in de 19e eeuw